# クリニカルパス
クリニカルパス（Clinical pathways）、ケアパス（care pathways）、統合ケアパス（integrated care pathways）ケアマップ（care maps）とは、ケアプロセスを標準化する、医療における品質管理手法のひとつである。クリニカルパスの導入によって医療処置のばらつきが削減され、インフォームド・コンセントの助けとなり、チーム医療が進み、アウトカムが改善される。
クリニカルパスは、工業界で用いられている品質管理手法である標準業務手順書（SOP）を医療に適用したものであり、リソースの使用効率性向上と、指定日時までの業務の完遂を目的としている。最近では電子カルテの普及により、電子クリニカルパスの開発も進んでいる。

## 歴史
クリニカルパスの構想は、1985年に看護師カレン・ザンダー（Karen Zander）によりニューイングランド・メデイカルセンター（米国ボストン）において提案された。

## パスの例
イギリスでは英国国立医療技術評価機構が、根拠に基づくクリニカルパスをNICE Pathwaysとして標準化している。
- en:Liverpool Care Pathway for the Dying Patient （緩和ケア）
- 認知症ケアパス （厚生労働省事業）[5]